# Black Rock Shooter
Black Rock Shooter (яп. ブラック★ロックシューター, укр. Стрілець з чорної скелі) — аніме-серіал (OVA) створений під керівництвом режисера Сінобу Йосіока (Фрактал, Меланхолія Харухі Судзумії [ТВ-2], Kannagi, Lucky Star). За основу сюжету взяли пісню Міку Хацуне — Black Rock Shooter. Вийшов серіал 25 липня 2010 року.

## Сюжет
Головна героїня — Мато Курой, переходить у старшу школу. Там вона знайомиться з Йомі Таканасі — темноволосою дівчинкою в окулярах. Вони пізніше стають подругами. Мато дізнається про подругу дитинства Йомі і допомагає їй стати такою як усі. Мато знаходить ще одну давню подругу — Юу, що ходить з нею в одну секцію. Раптом, Йомі зникає, і Мато вирушає на пошуки подруги. Знайти її та пояснити, що сталося, їй допомогла Юу і шкільний психолог. Виявляється, що існує паралельний світ, де знаходяться аватари людей — повністю протилежні їм, і змагаються між собою, тим самим допомагаючи вгамувати свої емоції і почуття. Для того, щоб врятувати Йомі, треба убити її аватар у тому світі…

## Персонажі

### В реальності
Мато Курой — головна героїня. Має темно-синє волосся, зібране у два хвостики. Добра, співчутлива та енергійна. Має молодшого брата, з яким, як показано в аніме, у неї складні стосунки. Любить розповідь про «Райдужну пташечку», як і її подруга Йомі. Любить займатися спортом та не любить математику, тому часто просить списати у Йомі. З дитинства дружить з Юу.
Сейю: Маая Сакамото.
Йомі Таканасі — дівчинка з темно-зеленуватим волоссям, яка носить окуляри. Тиха, скромна дівчинка. Із приходом Мато до старшої школи, є її найкращою подругою. Раніше хотіла переїхати у Німеччину, але сталася неприємна ситуація, після якої в неї з'явилося почуття обов'язку перед Кагарі (подругою дитинства). Кагарі довго знущалась з Йомі, поки Мато не допомогла їй.
Сейю: Міюкі Савасіро.

## Аніме

### Аніме-серіал (2012)

#### Список серій
Список серій аніме відповідно до даних сайту cal.syoboi.jp:
| № | Назва                                                                | Дата оригінального показу |
| - | -------------------------------------------------------------------- | ------------------------- |
| 1 | «Ato Dore Dake Sakebeba Ii no Darō» (あとどれだけ叫べばいいのだろう) | 3 лютого 2012             |
| 2 | «Yoake o Idaku Sora» (夜明けを抱く空)                                | 10 лютого 2012            |
| 3 | «Koraeta Namida ga Afuresou na no» (こらえた涙があふれそうなの)      | 17 лютого 2012            |
| 4 | «Itsuka Yumemita Sekai ga Tojiru» (いつか夢見た世界が閉じる)         | 24 лютого 2012            |
| 5 | Black★Rock Shooter «Burakku★Rokku Shūtā» (ブラック★ロックシューター) | 2 березня 2012            |
| 6 | «Aru Hazu mo Nai Ano Toki no Kibō» (あるはずもないあの時の希望)      | 9 березня 2012            |
| 7 | «Yami o Kakeru Hoshi ni Negai o» (闇を駆ける星に願いを)              | 16 березня 2012           |
| 1 | «Sekai o Koete» (世界を超えて)                                       | 23 березня 2012           |